# Larette
Larette, artiestennaam van Cornelius (Cornel) Hauer (Wenen, 18 april 1889 – Amsterdam, 14 mei 1943), was een van oorsprong Oostenrijkse goochelaar die zich rond 1920 in Nederland vestigde. Hij was voornamelijk bekend vanwege zijn trucs met sigaren en sigaretten.

## Biografie
Hauer werd geboren in een Hongaars-Joodse familie. Over zijn jeugd is weinig bekend. Zijn ouders hadden het Jodendom verlaten en waren katholiek geworden. Cornelius werd door zijn vader naar een grafische school gestuurd in Berlijn, echter aldaar bracht hij zijn tijd grotendeels door als goochelaar op lokale kermissen. Toen hij eenmaal werd ontdekt, verliet hij de grafische school en ging hij verder onder de artiestennaam C.H. Laurette.  Zijn carrière werd onderbroken als gevolg van de Eerste Wereldoorlog. Hij werd uitgezonden naar het Russische front waar hij een krijgsgevangen werd. Larette wist te ontsnappen maar raakte tijdens zijn vlucht ernstig ziek en liep hij een gehoorbeschadiging op. Hij vestigde zich in de jaren twintig in Nederland op uitnodiging van theateragent Max van Gelder. Als Larette trad hij op in het hele land. In Amsterdam runde hij op verschillende adressen een goochelstudio, waaronder op de Willemsparkweg. In 1929 adverteerde hij als "Hofgoochelaar, de eenigste die voor Hare Majesteit is opgetreden." Het repertoire van Larette bestond voornamelijk uit trucs met sigaretten en speelkaarten, in de jaren twintig liet hij zich sponsoren door het destijds bekende sigarettenmerk Miss Blanche.
In 1938 trouwde hij met Johanna Maria (Joke) Kortmulder. 
Larette was slechthorend en luisterde graag naar de radio, die hij doorgaans hard aan had staan. Op 13 mei 1943 ging het radioverbod in; Nederlanders moesten hun radio inleveren bij de bezetter. Larette gaf aan die oproep geen gehoor en toen in de nacht van 13 op 14 mei 1943 twee officieren van de Duitse Wehrmacht voor zijn deur stonden, heeft hij zichzelf met behulp van een revolver doodgeschoten. Hauer werd begraven op de RK Begraafplaats Buitenveldert. Het Instituut voor Goochelkunst, Studio Larette, werd na zijn dood voortgezet door zijn weduwe.

## Publicatie
- De goochelkunst en haar geheimen. Verbluffende trucs die iedere amateur kan leeren (Kosmos, 1939).

## Trivia
- In 2009 werd een reclamefilmpje van Oldtimers Drop teruggetrokken toen bleek dat gebruik was gemaakt van filmbeelden van Hauer uit 1938.[14]